# La Paz, Huatusco
La Paz är en ort i Mexiko.   Den ligger i kommunen Huatusco och delstaten Veracruz, i den sydöstra delen av landet, 230 km öster om huvudstaden Mexico City. La Paz ligger 1 346 meter över havet och antalet invånare är 188.
Terrängen runt La Paz är kuperad, och sluttar österut. Runt La Paz är det tätbefolkat, med 276 invånare per kvadratkilometer. Närmaste större samhälle är Huatusco de Chicuellar, 2,9 km öster om La Paz. I omgivningarna runt La Paz växer i huvudsak städsegrön lövskog.